# Falsa atribución
Falsa atribución es la falacia que ocurre cuando el defensor recurre a una fuente irrelevante, incompetente, no identificada, prejuiciada o fabricada para apoyar un argumento. 
La falsa atribución es más engañosa y difícil de detectar cuando un defensor fraudulento va tan lejos que fabrica su propia fuente, como crear una página falsa. Por ejemplo, el "Levitt Institute" fue una organización falsa creada en 2009 únicamente con el propósito de engañar (exitosamente) a los medios australianos para que comunicaran que Sídney era la ciudad de Australia más ingenua.
Un subtipo de falsa atribución es la cita fuera de contexto. Otro caso particular es el efecto Mateo: una cita es a menudo atribuida alguien más famoso que el autor auténtico. Esto conlleva a que el mensaje se vuelva más famoso, mientras que su autor real cae en el olvido (véase también obliteración por incorporación).